# جان کاتلر (ورزشکار)
جان کاتلر (انگلیسی: John Cutler؛ زادهٔ ۸ ژوئن ۱۹۶۲) قایقران قایق بادبانی اهل نیوزیلند است.